# Zoran Jovičič
Zoran Jovičič (* 4. November 1975 in Tuzla, SFR Jugoslawien) ist ein ehemaliger  slowenischer Handballspieler, der zumeist auf Linksaußen eingesetzt wurde.

## Karriere
Der 1,84 m große und 91 kg schwere Jovičič lernte das Handballspiel beim RK Jadran Kozina. Der Rechtshänder begann seine Karriere beim slowenischen Verein RK Slovenj Gradec, mit dem er 1998/99 und 1999/2000 im EHF-Pokal spielte. 2000 wechselte er zu Prule 67 Ljubljana, mit dem er 2002 Slowenischer Meister und Pokalsieger wurde. Mit dem Hauptstadtklub nahm er am Europapokal der Pokalsieger 2000/01, am EHF-Pokal 2001/02 und an der EHF Champions League 2002/03 teil. Nach drei Jahren kehrte er nach Slovenj Gradec zurück und spielte erneut im EHF-Pokal 2003/04 und im Pokalsieger-Wettbewerb 2004/05. 2005 verpflichtete ihn der Meister RK Gold Klub Kozina, mit dem er im Europapokal der Pokalsieger 2005/06 und in der Champions League 2006/07 auflief. Ab 2007 bis zu seinem Karriereende 2012 trug er das Trikot des RK Koper, mit dem er 2011 die Meisterschaft sowie 2008, 2009 und 2011 den Pokal errang. 
Mit der Slowenischen Nationalmannschaft gewann Zoran Jovičič bei der Europameisterschaft 2004 im eigenen Land die Silbermedaille. Er nahm auch an den Olympischen Spielen 2000 und 2004 und belegte den achten und elften Platz. Jovičič bestritt 140 Länderspiele, in denen er 394 Tore erzielte.

## Privat
Sein Sohn Staš Jovičić Slatinek spielt ebenfalls Handball.